# Ligne 3 du métro de Milan
La ligne 3 du métro de Milan est la troisième ligne du réseau du métro de Milan qui a été inaugurée en 1990. Elle est dotée de 21 stations, et elle a bien été prolongée jusqu'en 2011. Elle est appelée « La Jaune » en raison de la couleur utilisée dans l'aménagement et le système de signalisation dans les stations.

## Histoire

### Chronologie
- 3 mai 1990 : Centrale FS - Duomo
- 16 décembre 1990 : Duomo - Porta Romana
- 16 mai 1991 : Porta Romana - San Donato et Centrale FS - Sondrio
- 16 décembre 1995 : Sondrio - Zara
- 8 décembre 2003 : Zara - Maciachini
- 26 mars 2011 : Maciachini - Comasina

## Tracé et stations

### Liste des stations
|  |   |  |            | Station                        | Coordonnées                 | Communes                  | Correspondances                           |
|  | - |  | ---------- | ------------------------------ | --------------------------- | ------------------------- | ----------------------------------------- |
|  | o |  | Accessible | Comasina                       | 45° 31′ 43″ N, 9° 09′ 49″ E | Milan                     |                                           |
|  | o |  | Accessible | Affori FN                      | 45° 31′ 18″ N, 9° 10′ 07″ E | Milan                     | (S2) · (S4) · (S12)                       |
|  | o |  | Accessible | Affori Centro                  | 45° 30′ 49″ N, 9° 10′ 26″ E | Milan                     |                                           |
|  | o |  | Accessible | Dergano                        | 45° 30′ 20″ N, 9° 10′ 47″ E | Milan                     |                                           |
|  | o |  | Accessible | Maciachini                     | 45° 29′ 53″ N, 9° 11′ 05″ E | Milan                     |                                           |
|  | o |  | Accessible | Zara                           | 45° 29′ 33″ N, 9° 11′ 33″ E | Milan                     | (M5)                                      |
|  | o |  | Accessible | Sondrio                        | 45° 29′ 23″ N, 9° 12′ 04″ E | Milan                     |                                           |
|  | o |  | Accessible | Centrale FS                    | 45° 29′ 05″ N, 9° 12′ 11″ E | Milan                     | MPX Grandes lignes                        |
|  | o |  | Accessible | Repubblica                     | 45° 28′ 42″ N, 9° 11′ 49″ E | Milan                     | (S1) · (S2) · (S5) · (S6) · (S12) · (S13) |
|  | o |  | Accessible | Turati                         | 45° 28′ 30″ N, 9° 11′ 38″ E | Milan                     |                                           |
|  | o |  | Accessible | Montenapoleone                 | 45° 28′ 13″ N, 9° 11′ 32″ E | Milan                     |                                           |
|  | o |  | Accessible | Duomo                          | 45° 27′ 53″ N, 9° 11′ 25″ E | Milan                     | (M1)                                      |
|  | o |  | Accessible | Missori Università degli Studi | 45° 27′ 38″ N, 9° 11′ 18″ E | Milan                     |                                           |
|  | o |  | Accessible | Crocetta                       | 45° 27′ 22″ N, 9° 11′ 44″ E | Milan                     |                                           |
|  | o |  | Accessible | Porta Romana                   | 45° 27′ 06″ N, 9° 12′ 11″ E | Milan                     |                                           |
|  | o |  | Accessible | Lodi T.I.B.B.                  | 45° 26′ 49″ N, 9° 12′ 37″ E | Milan                     | (à distance)                              |
|  | o |  | Accessible | Brenta                         | 45° 26′ 33″ N, 9° 13′ 08″ E | Milan                     |                                           |
|  | o |  | Accessible | Corvetto                       | 45° 26′ 25″ N, 9° 13′ 26″ E | Milan                     |                                           |
|  | o |  | Accessible | Porto di Mare                  | 45° 26′ 13″ N, 9° 13′ 50″ E | Milan                     |                                           |
|  | o |  | Accessible | Rogoredo FS                    | 45° 25′ 59″ N, 9° 14′ 20″ E | Milan                     | Grandes lignes                            |
|  | o |  | Accessible | San Donato                     | 45° 25′ 45″ N, 9° 15′ 23″ E | Milan San Donato Milanese |                                           |

(Les stations en gras servent de départ ou de terminus à certaines missions.)

## Exploitation
La ligne est exploitée par Azienda Trasporti Milanesi, la société publique des transports publics de Milan.